# Скоков Юрій Володимирович
Ю́рій Володи́мирович Ско́ков (20 червня 1938, місто Владивосток, тепер Російська Федерація — 5 лютого 2013, місто Москва, тепер Російська Федерація) — радянський та російський діяч, 1-й заступник голови Ради міністрів РРФСР, секретар Ради безпеки Російської Федерації. Народний депутат СРСР (1989—1991). Кандидат технічних наук.

## Життєпис
Народився в родині офіцера НКВД. Батько служив на Далекому Сході РРФСР та в Маньчжурії (Китай), потім працював у Краснодарському крайовому управлінні КДБ СРСР.
У 1961 році закінчив Ленінградський електротехнічний інститут імені Ульянова-Леніна за спеціальністю радіоінженер. Член КПРС до 1991 року.
У 1961—1969 роках — науковий співробітник науково-дослідного інституту № 2 Міністерства оборони СРСР у місті Калініні. З 1969 року працював у Всесоюзному науково-дослідному інституті джерел струму (ВНДІДС) Міністерства електротехнічної промисловості СРСР.
З 1977 року — директор заводу «Сатурн» у місті Краснодарі.
У 1986 році призначений генеральним директором Всесоюзного науково-дослідного інституту джерел струму, був генеральним директором НВО «Квант» у Москві, а потім головою правління державного міжгалузевого об'єднання «Квант-ЕМП» (Кооперативна Всесоюзна асоціація науки і техніки в електроприладобудуванні, машинобудуванні та виробництві).
У 1988 році став одним з ініціаторів створення АМБІ-банку (Акціонерного комерційного банку міжгалузевої інтеграції). Обирався членом Московського міського комітету КПРС.
8 вересня 1990 — 10 липня 1991 року — 1-й заступник голови Ради міністрів РРФСР.
З 19 липня 1991 року до 12 вересня 1991 року — Державний радник РРФСР — Секретар Ради у справах Федерації та територій при президенті РРФСР. У 1991 році — член Державної ради при Президентові РРФСР.
З 12 вересня 1991 до 3 квітня 1992 року — Державний радник РРФСР — Секретар Комісії при президенті РРФСР з розробки пропозицій щодо статусу, структури та порядку діяльності Ради безпеки РРФСР.
З 19 вересня 1991 до 3 квітня 1992 року — помічник президента РРФСР Бориса Єльцина з питань створення системи Ради безпеки РРФСР.
У 1992 році його кандидатура висувалась на посаду голови уряду Росії. На З'їзді народних депутатів у ході рейтингового голосування отримав найбільшу кількість голосів (637), але уряд очолив, за рекомендацією Єгора Гайдара, Віктор Черномирдін, який був другим за рейтингом (627 голосів).
22 травня 1992 — 10 травня 1993 року — секретар Ради безпеки Російської Федерації. На цій посаді займався врегулюванням питань з колишніми республіками СРСР у сфері внутрішніх справ, розвідки, діяльності спецслужб, а також у зв'язку з без'ядерним статусом нових незалежних держав СНД, виведення всіх об'єктів, пов'язаних з ядерною зброєю, на територію Росії. Брав активну участь у грузино-абхазькому конфлікті, вважав, що незалежність Абхазії та її можлива суверенізація від Грузії відповідають геополітичним інтересам Росії.
Одночасно з жовтня 1992 до 1993 року — секретар Ради голів республік Російської Федерації, керівник Вищої атестаційної комісії при президенті Російської Федерації.
У березні 1993 року Скоков вступив у відкритий конфлікт із президентом РФ, відмовившись завізувати проєкт указу Єльцина про запровадження Особливого порядку управління країною. Через це Скоков був знятий з посади секретаря Ради безпеки РФ.
Влітку 1993 року очолив Центр міжнаціональних та міжрегіональних економічних проблем. З липня 1993 року — голова Федерації товаровиробників Росії.
У серпні — вересні 1993 року брав участь у створенні комітету «Злагода заради Вітчизни» і фактично очолив цю центристську організацію, виступав проти розгону Верховної Ради РФ, намагаючись добитися несилового розв'язання кризи.
У квітні 1995 року провів Всеросійський з'їзд Конгресу російських общин (товариств), на якому був обраний головою Національної ради КРО. Серед найближчих соратників Скокова — Сергій Глазьєв та Дмитро Рогозін. У вересні 1995 року Скоков очолив список виборчого об'єднання КРО під час виборів до Держдуми другого скликання. Однак КРО не подолав 5-відсотковий бар'єр, набравши 4,31% голосів.
У 1997 році Скоков як голова Федерації товаровиробників Росії увійшов до складу президентської ради Республіки Саха (Якутія). 
У 1998 році очолив загальноросійську політичну громадську організацію «Партія російських регіонів», яка у виборах до Держдуми третього скликання не брала участі.
У жовтні 2006 року на установчому з'їзді партії «Справедлива Росія» Скоков був обраний до президії Центральної ради «Справедливої Росії», а у квітні 2007 року увійшов до складу керівництва московського відділення партії «Справедлива Росія».
Помер 5 лютого 2013 року від серцевого нападу в Москві. Похований на Троєкуровському цвинтарі Москви.

## Нагороди
- орден Трудового Червоного Прапора
- орден «Знак Пошани»
- медалі